# ماكسيمو لورا
ماكسيمو لورا (بالإسبانية: Máximo Laura)‏ هو نساج ‏ بيروفي، ولد في 1959.